# Srbsko-bulharská válka (1885)
Srbsko-bulharská válka (bulharsky Сръбско-българска война, srbsky Српско-бугарски рат/Srpsko-bugarski rat) byl krátkodobý ozbrojený konflikt mezi srbským královstvím a bulharským knížectvím. Vypukl 14. listopadu 1885 a skončil o čtrnáct dní později rozhodným vítězstvím bulharských vojsk a drtivou porážkou srbských sil.

## Průběh

### Příprava
Srbsko vyhlásilo válku sousednímu Bulharsku poté, co se nově nezávislé Bulharsko sjednotilo podle závěrů Berlínského kongresu s Východní Rumélií. Tehdejší srbský král Milan Obrenović považoval sjednocení Bulharska za krok, který by mohl ohrozit stabilitu Balkánu. Především se pak obával, že by se Bulharsko mohlo nadále šířit západním směrem k městu Pirot a dalším srbským územím. Rovněž by pak mohlo obsadit Makedonii. Omezit vliv Bulharska se proto rozhodl i za cenu války. Na srbské politické scéně nepanovala ohledně vyhlášení války Bulharsku jednota; Nikola Pašić nebo Jovan Ristić se v tomto kroku stavili jasně proti, neboť sjednocení obou bulharských států nepovažovali za dostatečný důvod pro ozbrojený konflikt. Král Milan však měl v této věci jasný názor.
Došlo k překotné mobilizaci armády, které byla rozmístěna podél hranice s Bulharskem v Timockém kraji. Povoláno bylo na šedesát tisíc mužů. Mezitím probíhala politická vyjednávání na mezinárodní scéně. Hlavním spojencem Bulharska byly v této době Spojené království Velké Británie a Irska a Rusko, zatímco Milanův srbský režim měl rozhodnou podporu Rakousko-Uherska. Bylo to právě Rakousko, které bylo názoru, že Srbové rychle vyhrají a podaří se jim dosáhnout Sofie, vzdálené nedaleko od srbských hranic.

### Vypovězení války

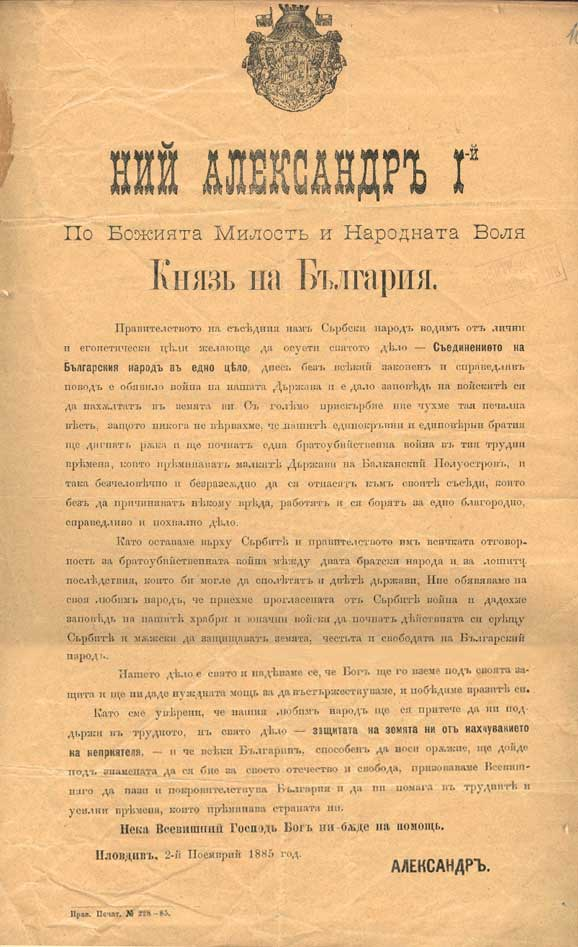
Manifest bulharského knížete Alexandra, na základě něhož byla vyhlášena válka Srbsku

Válka byla vypovězena dne 14. listopadu 1885 (1. listopadu podle gregoriánského kalendáře). V počátečních chvílích měla srbská armáda skutečně navrch a dařilo se jí úspěšně pronikat do bulharského vnitrozemí. Během prvního dne postoupila o 5–10 km, v následujících dnech obléhala města Trn a Slivnica. O vojenských úspěších srbského vojska na počátku kampaně informoval obšírně tisk v Bělehradě. Propaganda se pokoušela nicméně masírovat srbské obyvatelstvo i ve chvíli, kdy se vývoj války obrátil.
Srbské vojsko sice snadno porazilo domobranu a policejní jednotky nedlouho za hranicemi, jakmile však Bulharsko vyslalo svojí armádu, došlo k značnému obratu ve válce. Srbští vojáci byli dlouhodobými pochody v podzimních deštích značně vyčerpaní a jejich motivace k boji nebyla příliš vysoká. Očekávali totiž vpád do Turecka, nikoliv do sousedního Bulharska. Důstojnický sbor byl sice lépe vycvičen než tomu bylo v případě bulharské armády, nicméně to nebylo nic platné když vojsko bylo méně bojeschopné než druhá strana.
Porážka srbského vojska byla dokonána v bitvě u Slivnice, která se uskutečnila dne 21. listopadu 1885. Bulharská armáda, kterou Srbové často nazývali posměšně jako „zahradníky“, obsadila strategický post Tři uši nedaleko města a zahnala srbskou armádu na útěk. Bulharskou armádu vycvičilo vojsko ruské; Rusům vděčilo Bulharsko za svojí nezávislost na Osmanské říši. Bulharští vojáci byli navíc mnohem více motivováni a odhodláni se před invazním vojskem bránit.

### Bulharské vítězství, srbská porážka
27. listopadu 1885 zažádal srbský parlament v Bělehradě o příměří. Z bulharské strany bylo odpovězeno, že příměří musí schválit kníže Alexandr. V té chvíli se již srbská fronta zhroutila a bulharské vojsko postupovalo na srbská města Pirot a Niš. První z uvedených měst dokonce i obléhalo; útok na město však naplánovaly bulharské síly na ranní hodiny. Bitva o Pirot tak skončila bulharským vítězstvím. Přes krátkou epizodu, kdy do Pirotu vstoupila srbská vojska držela město bulharská armáda.
Rakousko-Uhersko si jako hlavní ochránce Srbska uvědomilo vojenskou katastrofu svého balkánského spojence a zažádalo dne 28. listopadu 1885 o příměří, které bylo také stvrzeno. Srbská armáda zareagovala později, nicméně do složení zbraní podnikla ještě několik neúspěšných útoků na Vidin v severozápadní části Bulharska.
Dne 3. března byla v Bukurešti podepsána mírová smlouva mezi oběma znepřátelenými zeměmi. Nedošlo k žádné úpravě hranic. Dokument patřil navíc ve své době k nejkratším mírovým smlouvám v evropských dějinách. Měl totiž pouhých 13 slov.